# Géminis (constelación)
Géminis o Gemelos (Gemini en latín) es la tercera constelación del zodíaco, y se encuentra a unos treinta grados al noreste de Orión. William Herschel descubrió Urano cerca de η Geminorum en 1781, y Clyde Tombaugh hizo lo propio con Plutón cerca de δ Geminorum.

## Características destacables

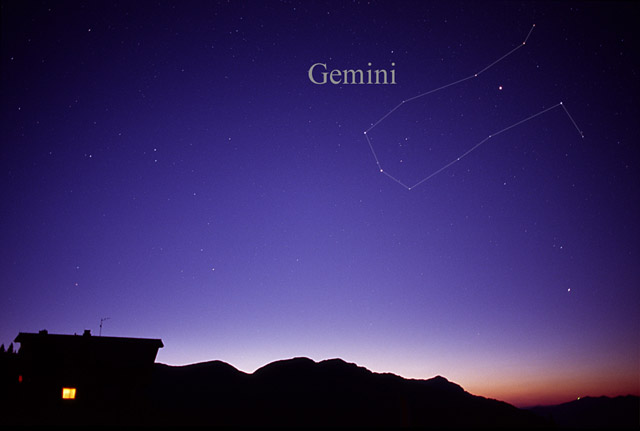
Constelación de Géminis. [http://www.allthesky.com/constellations/gemini-e.html AlltheSky.com

Pólux (β Geminorum) es la estrella más brillante de Géminis. Es una gigante naranja —de tipo espectral K0IIIb— y es la estrella de estas características más próxima al sistema solar, pues está a una distancia de 33,7 años luz. Su radio es 9 veces más grande que el radio solar. En torno a ella se ha descubierto un planeta extrasolar, formalmente llamado Thestias, 2,3 veces más masivo que Júpiter orbitando a 1,64 ua de Pólux.
Cástor (α Geminorum) es una estrella múltiple con seis componentes. Las dos componentes más brillantes son estrellas blancas de la secuencia principal —de tipo A1V y A2Vm— cuyo período orbital es de 459 años. Cada una de estas estrellas es, a su vez, una binaria espectroscópica, y en ambos casos la estrella acompañante es una enana roja. Una tercera binaria más distante —que recibe el nombre de YY Geminorum— completa el sistema: consta de otras dos enanas rojas y es una binaria eclipsante. El sistema tiene una edad estimada de 290 millones de años.
La tercera estrella en cuanto a brillo es γ Geminorum, que recibe el nombre de Alhena, una subgigante blanca de tipo A1.5IV y también binaria espectroscópica; el período orbital de este sistema es de 12,6 años y la órbita es notablemente excéntrica.
Le sigue en brillo μ Geminorum (Tejat Posterior), una gigante roja de tipo M3III con un radio 104 veces más grande que el del Sol.
Muy parecida es la componente principal del sistema estelar η Geminorum (llamada oficialmente Propus), si bien es una gigante más luminosa pero también más distante.
Tanto μ Geminorum como η Geminorum son estrellas variables.
υ Geminorum es también una gigante roja, aunque algo menos fría, siendo su tipo espectral M0III.
Otra variable de interés en la constelación es Mekbuda, nombre que recibe ζ Geminorum, una de las pocas cefeidas observables a simple vista y cuya variabilidad fue advertida por vez primera por Johann Friedrich Julius Schmidt en 1847. Su brillo fluctúa entre magnitud 3,62 y 4,18 en un período de 10,1507 días.
Por su parte, Mebsuta es el nombre por el que se conoce a ε Geminorum, una supergigante amarilla de tipo espectral G8Ib también variable.

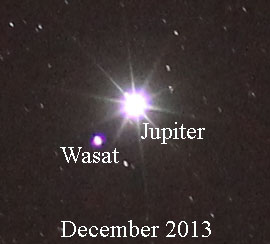
Wasat junto a Júpiter en diciembre de 2013

Wasat (δ Geminorum) es una estrella múltiple compuesta por una subgigante de tipo F0IV y una enana naranja de tipo K6V separadas al menos 100 ua; a su vez, la subgigante es una binaria espectroscópica.
Jishui —nombre oficial de ο Geminorum— es una gigante de tipo F3III 30 veces más luminosa que el Sol.
ι Geminorum y κ Geminorum son dos gigantes amarillas muy similares entre sí, de tipo G9IIIb y G8III-IIIb respectivamente. El diámetro de la primera es 9,5 veces más grande que el del Sol y el de la segunda 11 veces más grande.
ξ Geminorum, que recibe el nombre de Alzir, es una estrella de tipo F5 que está dejando la secuencia principal y evolucionando hacia subgigante; su temperatura superficial es de 6480 K y es 11,5 veces más luminosa que el Sol.
ρ Geminorum es un sistema estelar cuya componente primaria tiene tipo espectral F0V y una luminosidad 5,5 veces mayor que la luminosidad solar; una de las estrellas que integran el sistema es una enana naranja de tipo K2V y una variable BY Draconis denominada V376 Geminorum.
37 Geminorum es una interesante enana amarilla de características físicas tan similares al Sol que puede ser considerada un gemelo solar. De tipo espectral G0V y sin ninguna compañera estelar, tiene una temperatura efectiva de 5913 K y una metalicidad algo menor que la del Sol ([Fe/H] = -0,14).
Su edad estimada es de 4470, 4500 o 4700 millones de años, muy semejante a la del Sol. Está situada a 57 años luz de la Tierra.
Además de las variables antes citadas, en Géminis se encuadra U Geminorum, una binaria compuesta por una enana blanca y una enana roja tan próximas entre sí, que esta última pierde materia de su superficie en detrimento de la enana blanca.
Es prototipo de un tipo de variables cataclísmicas llamadas novas enanas.
Por otra parte, la variable Mira R Geminorum es una estrella de tipo S y una estrella de tecnecio (su espectro revela la presencia de este elemento de vida corta).
TU Geminorum es una estrella de carbono, una de las más luminosas de su clase; dado que su distancia no es bien conocida, no lo es tampoco su magnitud bolométrica, por lo que irradia entre 5800 y 42 000 veces más energía que el Sol en el conjunto de todo el espectro electromagnético.
Otra variable destacada es OV Geminorum, subgigante de tipo B6IV y estrella peculiar cuya anómala composición química permite englobarla dentro de dos clases distintas: como estrella Bw o estrella con líneas débiles de helio, y como estrella de mercurio-manganeso.
A 18 años luz de distancia, Gliese 251 es una enana roja de tipo espectral M3V en esta constelación. Se ha descubierto un planeta extrasolar —de tipo «supertierra»— que completa una órbita alrededor de esta estrella cada 14,2 días.
Otra estrella donde se ha descubierto un planeta es la gigante de tipo K2III HD 59686; dicho planeta es, al menos, 6,92 veces más masivo que Júpiter.
PM J07451+2627 es una enana blanca en Géminis, una de las más frías que se conocen, pues su temperatura superficial es de 3880 ± 60 K. Su edad como remanente estelar es de 7707 millones de años aproximadamente.

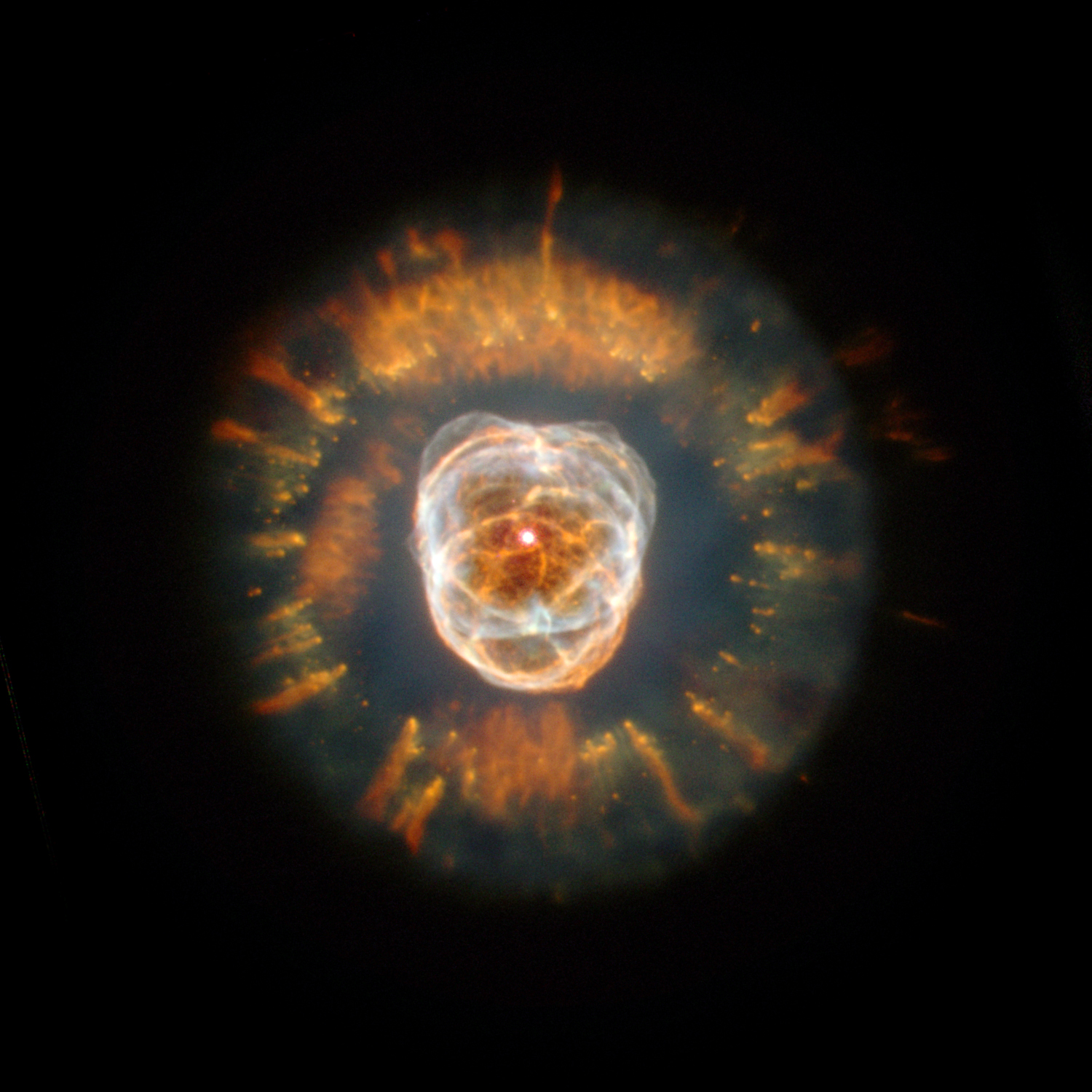
Imagen de NGC 2392 obtenida con el telescopio espacial Hubble

En esta constelación se localiza Geminga, nombre que recibe un púlsar que puede ser el resto de una supernova acaecida hace 342 000 años. Aquella supernova pudo ser responsable, al menos en parte, del área de baja densidad en el medio interestelar que existe en las cercanías del sistema solar, conocida como la Burbuja Local. La temperatura superficial de este remanente es de 490 000 K.
El único objeto del catálogo Messier en Géminis es el cúmulo abierto M35, que cuenta con 120 estrellas de magnitud inferior a 13 y con 513 posibles miembros. Se encuentra a una distancia de 2700 - 2800 años luz y tiene una edad  intermedia, en torno a los 100 millones de años.
NGC 2420 es otro cúmulo abierto que contiene más de 300 estrellas. A diferencia del Sol, se encuentra unos 3000 años luz por encima del disco galáctico y, dado que su composición media es similar a la del Sol, sorprende que se encuentre en dicha localización y no en el disco galáctico. Su edad es de aproximadamente 1700 millones de años.

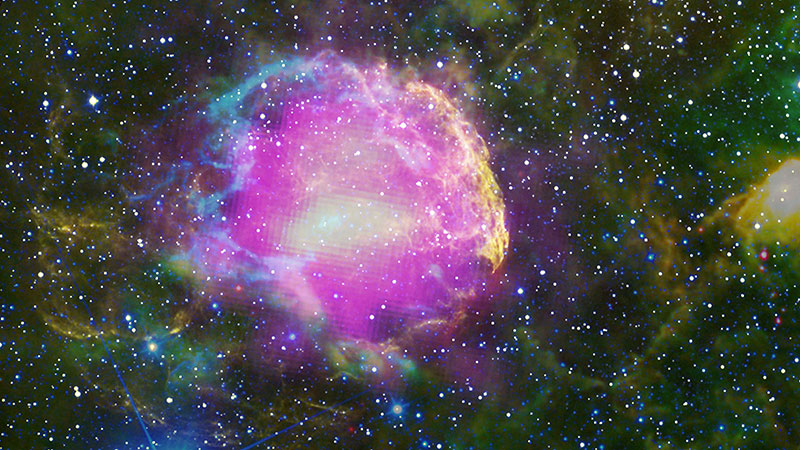
Imagen de IC 443 en diversas frecuencias (visible, rayos gamma e infrarrojo)

La constelación cuenta con varias nebulosas planetarias, como por ejemplo NGC 2392 o nebulosa Esquimal. Esta tiene una edad estimada de 10 000 años y está compuesta por dos lóbulos elípticos de materia saliendo de la estrella moribunda. Su estrella central tiene tipo espectral O y es 13 000 veces más luminosa que el Sol.
Otra nebulosa planetaria es NGC 2371 o nebulosa Gemini, que presenta el aspecto de un disco irregular; en su centro se encuentra el núcleo de una gigante roja, ahora despojada de sus capas externas, cuya temperatura superficial alcanza los 135 000 K. Tanto NGC 2371 como NGC 2392 se encuentran a una distancia aproximada de 6100 - 6500 años luz.
IC 443, informalmente conocida como nebulosa de la Medusa, es un resto de supernova de morfología mixta.
En el espectro visible y en radiofrecuencias, tiene forma de concha o caparazón, y consta de dos subcapas interconectadas, cada una de ellas de diferente tamaño y con un centro distinto.
La supernova que dio lugar a esta estructura pudo tener lugar hace 30 000 años.
Aún más antiguo es Monogema, otro resto de supernova con una antigüedad de entre 68 000 y 100 000 años.

## Estrellas principales

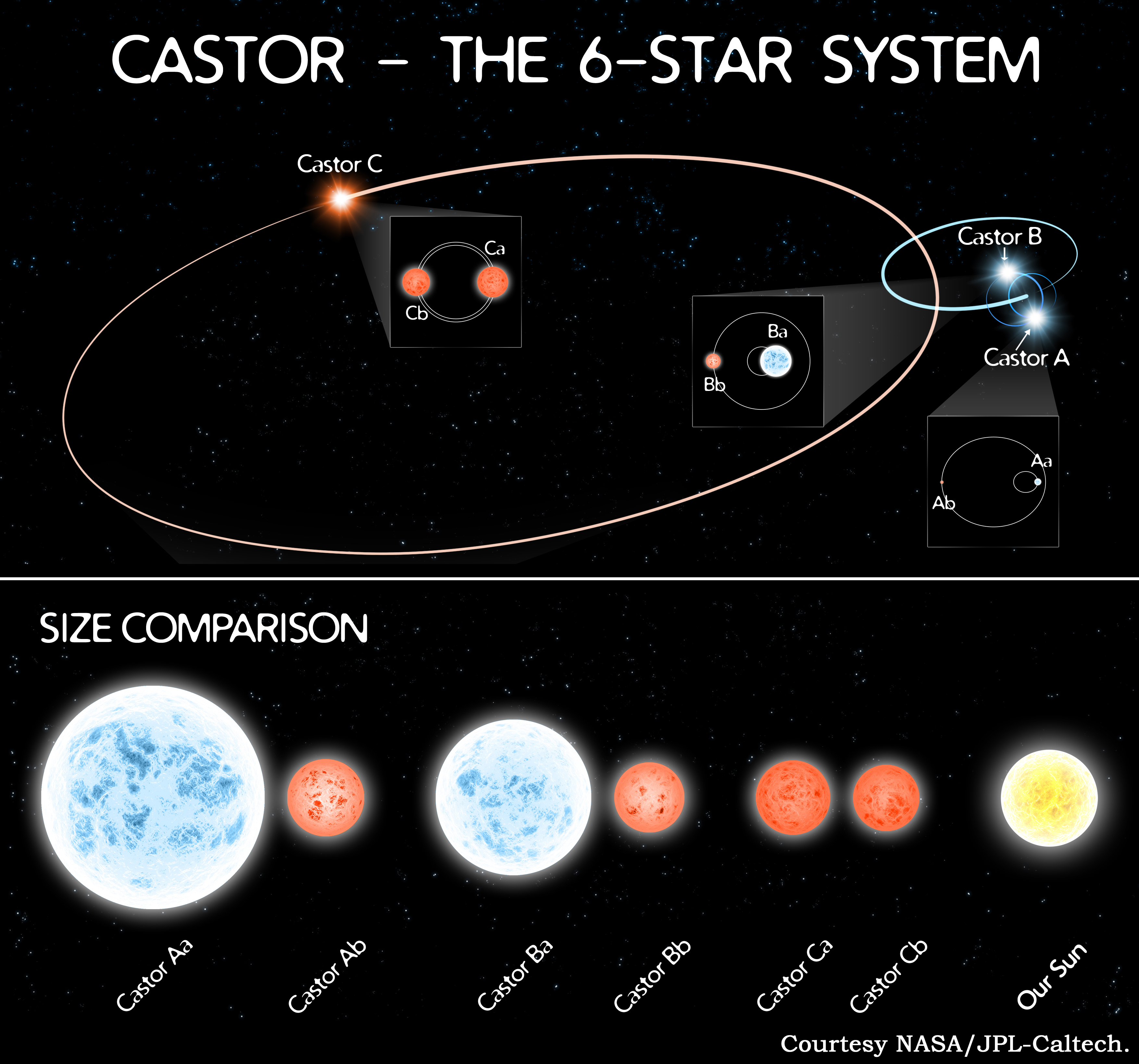
Sistema séxtuple Cástor (arriba) y tamaños de sus componentes (abajo)

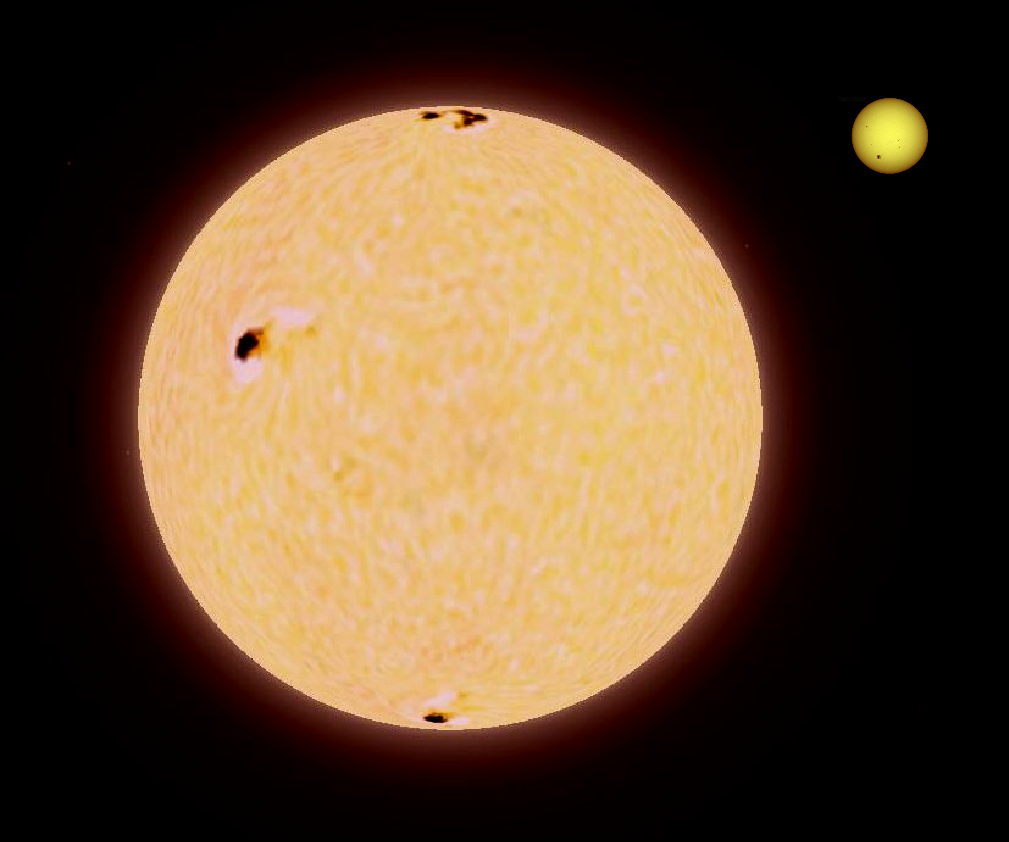
Comparación del tamaño de Pólux y el Sol (arriba a la derecha)

- α Geminorum (Cástor) es la segunda estrella más brillante de la constelación (magnitud visual 1,58). Se da la circunstancia de que Cástor es en realidad un sistema estelar múltiple de seis estrellas solo discernibles con potentes telescopios.
- β Geminorum (Pólux), la estrella más brillante de la constelación (magnitud 1,16), una gigante naranja a 36 años luz del sistema solar.
- γ Geminorum (Alhena), la tercera más brillante con magnitud 1,93, una estrella binaria espectroscópica formada por una subgigante blanca acompañada de una enana amarilla.
- δ Geminorum (Wasat), sistema binario de una estrella amarilla y otra naranja, que se puede resolver con un pequeño telescopio.
- ε Geminorum (Mebsuta), supergigante amarilla de magnitud 2,98 que se encuentra en la pierna derecha del gemelo Cástor.
- ζ Geminorum (Mekbuda), cefeida cuyo brillo oscila entre magnitud 3,7 y 4,2 en un período de diez días.
- η Geminorum (Tejat Prior), sistema estelar en donde la estrella principal es una variable semirregular cuya magnitud oscila entre 3,2 y 3,9.
- ι Geminorum, gigante amarilla de magnitud 3,80.
- κ Geminorum, binaria compuesta por una gigante amarilla y un análogo solar.
- λ Geminorum, sistema estelar de magnitud 3,58 cuya componente principal es una estrella blanca de la secuencia principal.
- μ Geminorum (Tejat Posterior), la cuarta más brillante con magnitud 2,87, gigante roja y variable irregular. Interesante para observación visual o con prismáticos.
- ν Geminorum, estrella múltiple de magnitud 4,14 y estrella Be.
- ξ Geminorum (Alzir), de magnitud 3,35, una subgigante amarilla a 57 años luz.
- ο Geminorum, gigante blanco-amarilla de magnitud 4,90.
- ρ Geminorum, sistema estelar de magnitud 4,16 cuya componente principal es una estrella blanco-amarilla.
- σ Geminorum, estrella variable RS Canum Venaticorum.
- τ Geminorum, gigante naranja de magnitud 4,40.
- υ Geminorum, gigante roja de magnitud 4,08.
- φ Geminorum, estrella blanca de magnitud 4,98.

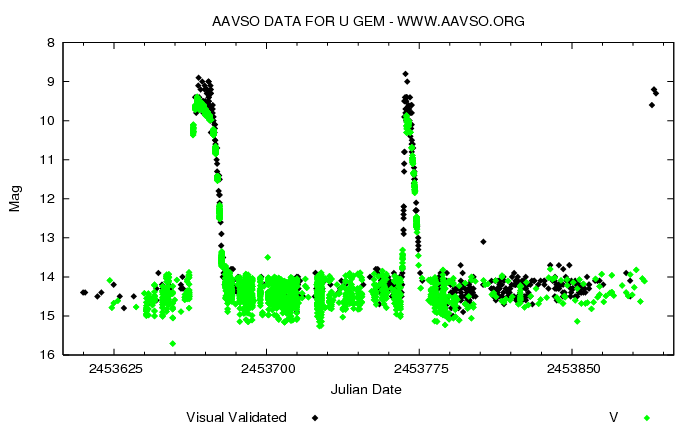
Curva de luz de la variable cataclísmica U Geminorum (AAVSO)

- 1 Geminorum, sistema estelar múltiple de magnitud 4,15 que marca la posición del solsticio de verano.
- 37 Geminorum, enana amarilla gemela del Sol y objeto de gran interés por si existe vida en su entorno.
- 51 Geminorum (BQ Geminorum), gigante roja y variable semirregular de magnitud media 5,07.
- 57 Geminorum, gigante amarilla de magnitud 5,04.
- R Geminorum, estrella de tipo S y variable Mira que flctúa entre magnitud 6,00 y 14,00 a lo largo de un período de 369,91 días.
- U Geminorum, arquetipo de un tipo de estrella variable, las novas enanas.

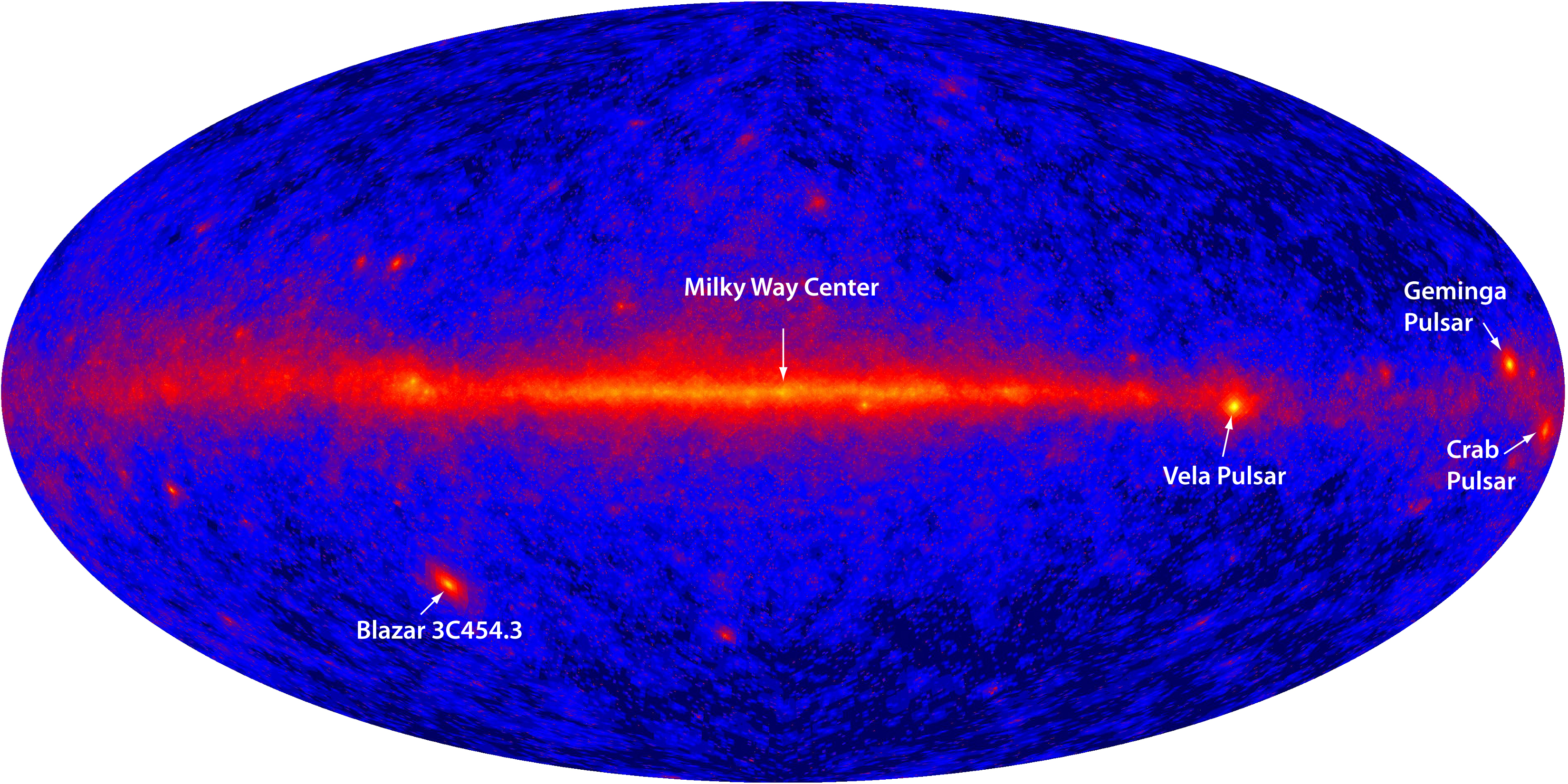
Posición de Geminga en la Vía Láctea. Créditos: NASA/DOE/International LAT Team.

- TU Geminorum, estrella de carbono de un color rojo intenso.
- BN Geminorum, estrella azul de brillo variable entre magnitud 6,75 y 6,85.
- BU Geminorum (6 Geminorum) y TV Geminorum, lejanas supergigantes rojas; la primera es una variable irregular de magnitud media 6,38.
- GX Geminorum, binaria eclipsante cuyas dos componentes están abandonando la secuencia principal.
- OT Geminorum, distante estrella Be de magnitud 6,45.
- OV Geminorum (33 Geminorum), estrella de mercurio-manganeso y estrella Bw de magnitud 5,87.
- HD 52711, enana amarilla de magnitud 5,93 distante 62 años luz.
- HD 59686, gigante naranja con un planeta extrasolar alrededor.
- Gliese 251, enana roja a 18,15 años luz del sistema solar.
- Geminga, púlsar que emite rayos gamma y rayos X; se piensa que es el resto de una supernova que explotó hace 300 000 años.

## Objetos de cielo profundo

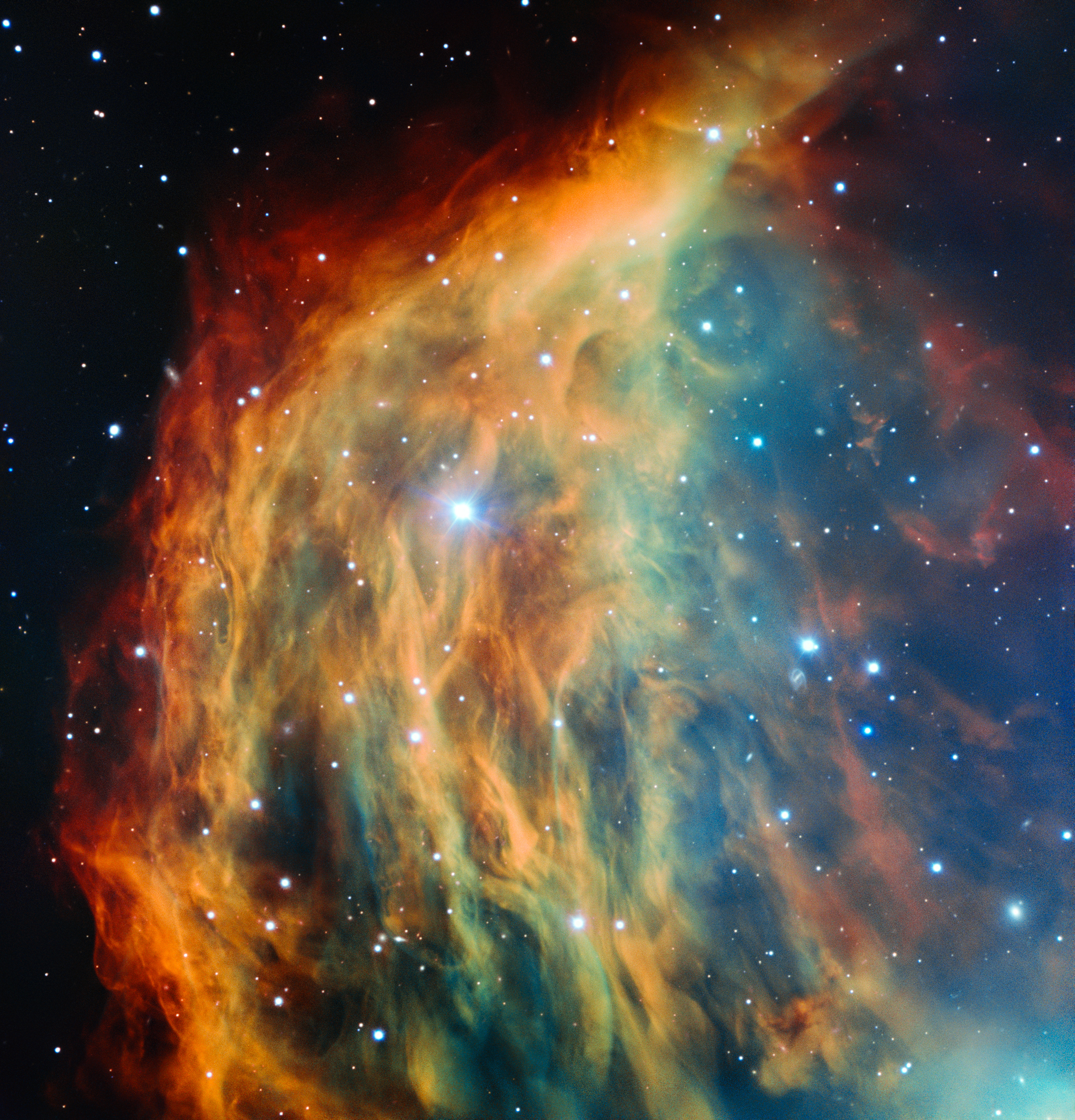
Imagen de la Nebulosa Medusa obtenida con el telescopio VLT.

- Cúmulo abierto M35 o NGC 2168, fácilmente visible con prismáticos: a través de cualquier telescopio aparece formado por gran cantidad de estrellas de brillo medio.
- Muy cerca de M35 y en claro contraste con él, el cúmulo NGC 2158, mucho más antiguo y lejano.
- Cúmulo abierto NGC 2420, 4° al este de Wasat (δ Geminorum).
- NGC 2392 o Nebulosa Esquimal, de magnitud 10 con una brillante estrella central.
- La gran nebulosa planetaria NGC 2371.
- Abell 21 o Nebulosa Medusa, nebulosa planetaria grande y antigua, de 5 arcmin de diámetro.
- IC 443, nebulosa difusa remanente de una supernova, cerca de Tejat Prior (η Geminorum).
- Monogema, antiguo resto de supernova probablemente asociado al púlsar PSR B0656+14.

## Mitología

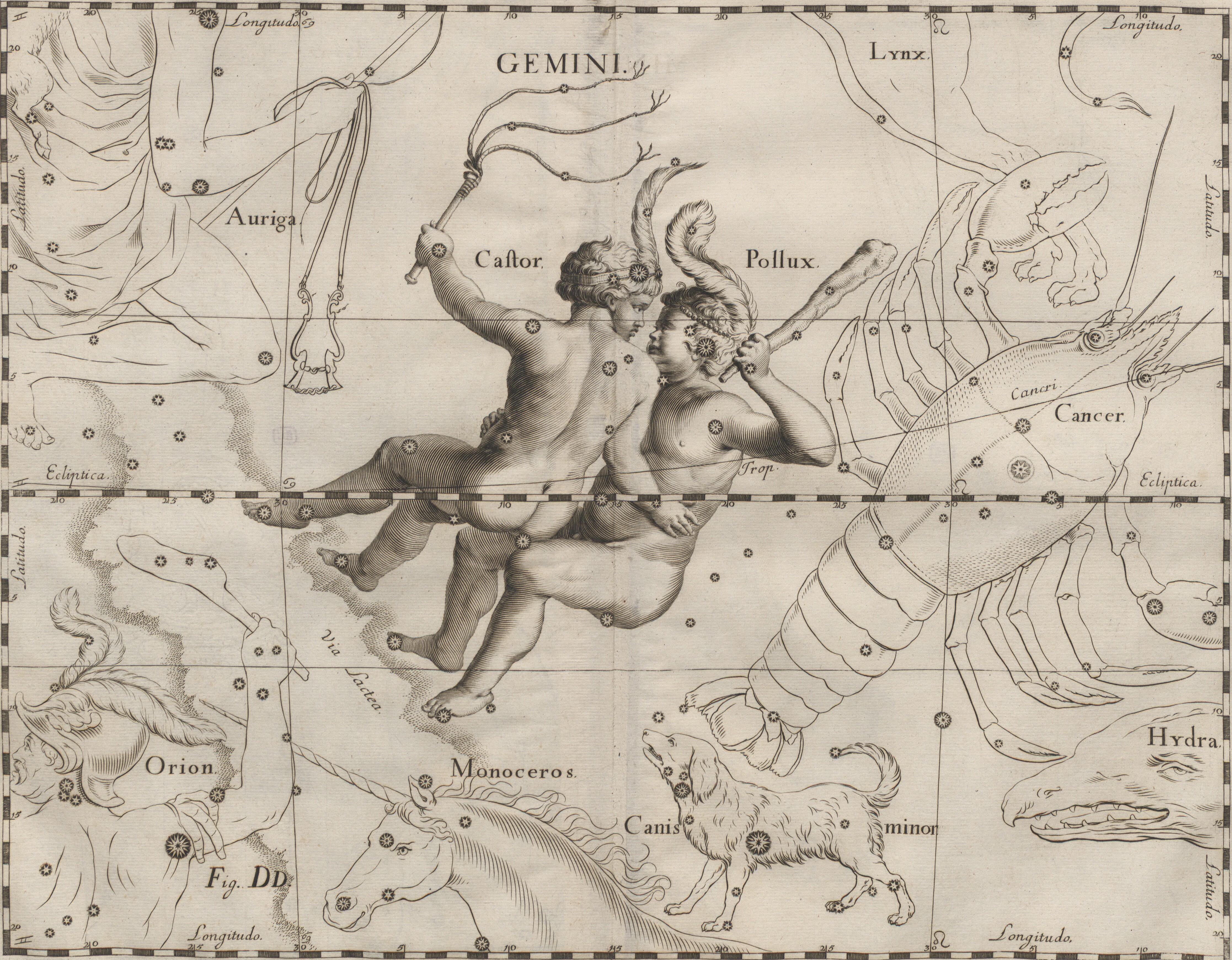
Gemini, los Gemelos.

El catasterismo de los Gemelos tiene hasta seis variantes en la mitología griega. En acadio se conoce como Tu'amu rabûtu (los grandes gemelos) y en sumerio MASH.TAB.BA.GAL.GAL (los gemelos mayores) y MASH.TAB.BA.TUR.TUR (los gemelos pequeños), que corresponden a los cuatro estrellas principales de la constelación.
La primera versión dice que estos son los Dioscuros, Cástor y Pólux, hijos de Zeus y Leda. Tras criarse en el país de Laconia alcanzaron notoriedad y aventajaron a todos en amor fraterno, pues no se pelearon ni por mandar ni por ningún otro motivo, sino que lo hacían todo a la vez y juntos. Zeus, como quería dejar un recuerdo de su camaradería, les dio el nombre de Gemelos y los instaló a los dos en el mismo lugar entre los astros. Dicen que Cástor fue asesinado en la ciudad de Afidna, cuando los lacedemonios luchaban contra los atenienses. Otros dicen que pereció allí cuando Linceo e Idas atacaban Esparta. Homero afirma que Pólux concedió a su hermano la mitad de su vida, para que brillaran en días alternos.
La segunda versión nos dice que era los dioses de Samotracia, los Cabiros, que se asemejaban a los Dioscuros como espíritus que prestaban ayuda a los marinos en apuros, y a veces eran identificados con los Dioscuros. La tercera versión dice que los gemelos eran Zeto y Anfión, nacidos de Zeus y Antíope, que también estaban muy unidos entre sí y fundaron los muros de la ciudad de Tebas. La cuarta versión dice que en realidad se trataban de Heracles y Teseo, dos héroes matadores de monstruos y malhechores, de naturaleza comparable y que realizaron hazañas que beneficiaron a los demás. La quinta versión se refiere a Triptólemo y Yasión, dos figuras asociadas a Deméter, quien probablemente fue la responsable de colocarlos entre las estrellas. La sexta y última versión dice que son Heracles y Apolo, la identificación favorita en los textos de astrología y que pelearon juntos por el trípode de Delfos.